# &moshik
&moshik, voorheen &samhoud places, was een restaurant in de Nederlandse stad Amsterdam. Het was gevestigd aan de Oosterdokskade op het Oosterdokseiland. Het restaurant bezat sinds de gids voor 2013 twee Michelinsterren. Het restaurant was een samenwerkingsverband tussen de Israëlische chef Moshik Roth en ondernemer Salem Samhoud. Het had een lounge op de begane grond en een restaurant op de eerste verdieping.
Medio januari 2018 is het restaurant herdoopt tot "&moshik" om verwarring met andere bedrijven in de "&samhoud groep" te vermijden.
Op 7 mei 2020 is het restaurant failliet verklaard.